# Olivier Mwimba
Olivier Mwimba, né le 6 novembre 1994, est un athlète olympique de la République démocratique du Congo.

## Carrière
Mwimba s'est qualifié à l'issue de la manche préliminaire à l'épreuve d'athlétisme des Jeux olympiques d'été de 2020 - course de 100 mètres pour hommes, dans un temps de 10,63 secondes.

## Palmarès
| Date | Compétition            | Lieu         | Résultat | Épreuve   | Temps   |
| ---- | ---------------------- | ------------ | -------- | --------- | ------- |
| 2022 | Championnats d'Afrique | Saint-Pierre | 6e       | 4 × 100 m | 41 s 24 |